# Erik Pačinda
Erik Pačinda (ur. 9 maja 1989 w Koszycach) – słowacki piłkarz występujący na pozycji napastnika.

## Kariera klubowa
Grę w piłkę nożną rozpoczął w wieku 7 lat w 1. FC Košice z rodzinnych Koszyc. Następnie trenował w FC Lokomotíva Košice oraz w austriackim klubie SV Horn. Na początku 2005 roku został włączony do składu pierwszej drużyny SV Horn i rozpoczął regularne występy na poziomie Landesligi. W sezonie 2006/07 zawiesił karierę. Latem 2007 roku został graczem MFK Košice B. Na początku 2009 roku trener Ján Kozák desygnował go na obóz treningowy z seniorskim zespołem, jednak Pačinda doznał wówczas kontuzji i pozostał w drużynie rezerw.
Przed sezonem 2010/11 został włączony na stałe do składu zespołu seniorów. 18 lipca 2010 zadebiutował w Corgoň Lidze w przegranym 0:2 spotkaniu ze Slovanem Bratysława. W następnej kolejce w meczu przeciwko FK Dukla Bańska Bystrzyca (1:1) strzelił pierwszą bramkę w słowackiej ekstraklasie. W sezonie 2012/13 grał na wypożyczeniu w FC Tours, gdzie zaliczył 1 występ w Ligue 2. Po powrocie do MFK Košice wywalczył Puchar Słowacji 2013/14. W spotkaniu finałowym przeciwko Slovanovi Bratysława (2:1) zmuszony był odbyć absencję za otrzymane żółte kartki. W lipcu 2014 roku zadebiutował w europejskich pucharach w dwumeczu ze Slovanem Liberec (0:1, 0:3) w kwalifikacjach Ligi Europy 2014/15. Po sezonie 2014/15, kiedy to MFK Košice nie otrzymały licencji na grę w Corgoň Lidze, opuścił zespół.
W czerwcu 2015 roku podpisał trzyletnią umowę z DAC 1904 Dunajská Streda. Od momentu przyjścia do klubu stał się podstawowym napastnikiem. W sezonie 2017/18 został wybrany do najlepszego składu rozgrywek. Jesienią 2018 roku popadł w konflikt ze sztabem szkoleniowym, za co ukarano go dyscyplinarnie i rozwiązano z nim kontrakt. Ogółem w latach 2015–2018 rozegrał w barwach DAC 1904 93 ligowe spotkania, w których zdobył 32 gole. W październiku 2018 roku przeniósł się do mistrza Czech Viktorii Pilzno, trenowanej przez Pavla Vrbę. Z powodów proceduralnych do końca rundy jesiennej sezonu 2018/19 mógł występować jedynie w zespole młodzieżowym. 25 lutego 2019 zadebiutował w Fortuna:Lidze w wyjazdowym meczu przeciwko SFC Opava (2:1) i grał od tej pory głównie jako zmiennik. W czerwcu 2019 roku został na okres 12 miesięcy wypożyczony do Korony Kielce prowadzonej przez Gino Lettieriego. 20 lipca zadebiutował w Ekstraklasie w wygranym 1:0 meczu z Rakowem Częstochowa. 14 września zdobył pierwszą bramkę w polskiej lidze w spotkaniu przeciwko Wiśle Kraków (1:1).

## Kariera reprezentacyjna
W marcu 2018 roku otrzymał od Jána Kozáka pierwsze powołanie do reprezentacji Słowacji na towarzyski turniej o Puchar Króla Tajlandii. 25 marca 2018 zadebiutował w wygranym 3:2 finałowym meczu z Tajlandią, w którym zdobył gola.

### Bramki w reprezentacji
| LP | Data          | Miejsce                               | Przeciwnik | Bramka | Rezultat | Ranga meczu                 |
| -- | ------------- | ------------------------------------- | ---------- | ------ | -------- | --------------------------- |
| 1. | 25 marca 2018 | Stadion Narodowy Rajamangala, Bangkok | Tajlandia  | 3:1    | 3:2      | Puchar Króla Tajlandii 2018 |

## Sukcesy

### Zespołowe
Słowacja
- Puchar Króla Tajlandii: 2018

MFK Košice
- Puchar Słowacji: 2013/14

### Indywidualne
- wybór do drużyny sezonu Fortuna Ligi: 2017/18